# Indice d'Atkinson
L’indice d’Atkinson, du nom d'Anthony B. Atkinson, est un indice de l’inégalité des revenus basé sur la théorie économique du bien-être. Il peut être interprété de la manière suivante. Soit {\displaystyle y^{*}} le revenu qui, si tous les individus disposaient de ce montant, donnerait le même niveau d’utilité sociale que celui existant ({\displaystyle {\bar {W}}}). 

En prenant le cas de deux individus, on peut représenter graphiquement la construction de l’indice d’Atkinson. 

Représentation graphique.

 Si {\displaystyle y_{1}^{o}} est le revenu du premier individu et {\displaystyle y_{2}^{o}} celui du deuxième, le revenu moyen est {\displaystyle {\bar {y}}}. Soit maintenant {\displaystyle A=1-{\frac {y^{*}}{\bar {y}}}} une mesure de l’inégalité des revenus. Elle peut être calculée si l’on connaît la fonction d’utilité sociale {\displaystyle W}. Si l’on exige que cette mesure soit indépendante de la moyenne des revenus, alors la fonction d’utilité sociale doit avoir la forme suivante :
{\displaystyle W={\frac {1}{1-\varepsilon }}\sum _{i=1}^{N}y_{i}^{1-\varepsilon }}
où {\displaystyle N} est le nombre d’individus et {\displaystyle \varepsilon } une constante à définir (avec {\displaystyle \varepsilon \geq 0} pour obtenir une courbe d'indifférence convexe). Anthony B. Atkinson propose de déterminer {\displaystyle \varepsilon } de la manière suivante. Il y a une personne avec un revenu deux fois plus important qu’une autre. On prend 1 euro de la personne riche pour donner {\displaystyle x} euros à l’autre (le reste étant perdu à cause des couts administratifs du transfert : couts de l’appareil fiscal par exemple). Pour quelle valeur de {\displaystyle x} faut-il s’arrêter ? La réponse détermine la valeur de {\displaystyle \varepsilon } selon la formule {\displaystyle {\frac {1}{x}}=2^{\epsilon }}. Si on s’arrête à 0.5 alors {\displaystyle \varepsilon } est égal à 1 et ainsi de suite.
Si toutes les personnes ont le même revenu {\displaystyle y^{*}} alors {\displaystyle W={\frac {N}{1-\varepsilon }}(y^{*})^{1-\varepsilon }}. L’indice de l’inégalité du revenu devient, en remplaçant {\displaystyle y^{*}} dans la formule ci-dessous:
{\displaystyle A_{\varepsilon }(y_{1},\ldots ,y_{N})={\begin{cases}1-{\frac {1}{\mu }}\left({\frac {1}{N}}\sum _{i=1}^{N}y_{i}^{1-\varepsilon }\right)^{1/(1-\varepsilon )}&{\mbox{pour}}\ \varepsilon \in \left[0,1\right[\cup \left]1,+\infty \right[\\1-{\frac {1}{\mu }}\left(\prod _{i=1}^{N}y_{i}\right)^{1/N}&{\mbox{pour}}\ \varepsilon =1,\end{cases}}}
où {\displaystyle y_{i}} est le revenu de l’individu {\displaystyle i} (i = 1, 2, ..., N) et {\displaystyle \mu } est le revenu moyen ({\displaystyle {\bar {y}}} dans le graphique ci-dessus).
Si {\displaystyle \varepsilon =0} alors la fonction d’utilité sociale est simplement la somme des revenus. La société ne s’intéresse pas à la distribution des revenus. Par contre, si {\displaystyle \varepsilon =\infty } alors la société considère uniquement le revenu de l’individu le plus pauvre. Cette attitude correspond à la théorie contractuelle de la justice développée par John Rawls. Dans les calculs pratiques, on prend des valeurs entre 0.5 et 1.5.
L’indice d’Atkinson est une mesure du gain potentiel (en termes d’utilité sociale) d’une redistribution des revenus. Si {\displaystyle A} est égal à 0,04 alors on peut obtenir le même niveau d’utilité sociale avec seulement le 96 % du revenu total ({\displaystyle (1-0,04)\times 100}).
L’indice d’Atkinson détecte une différence dans la répartition des revenus dans les bas revenus par rapport à celle dans les hauts revenus. Ceci n’est pas le cas avec l’indice de Gini, qui est une mesure très connue de l’inégalité des revenus. Prenons l’exemple suivant de trois entreprises avec quatre employés : l’entreprise B a une inégalité plus forte dans les bas revenus et l’entreprise C dans les hauts revenus (par rapport à l’entreprise A). 
| Entreprise A | Entreprise B | Entreprise C |
| ------------ | ------------ | ------------ |
| 10 000       | 5 000        | 10 000       |
| 20 000       | 25 000       | 20 000       |
| 30 000       | 30 000       | 25 000       |
| 40 000       | 40 000       | 45 000       |

L’indice de Gini passe de 0,25 à 0,275 dans les deux cas. Par contre l’indice d’Atkinson (avec {\displaystyle \varepsilon =1,5}) passe de 0,175 à 0,344 pour B, tandis que pour C l’indice est de 0,190. La hausse est plus faible.